# Jerry Bails
Jerry Gwin Bails (Kansas City, 26 de junio de 1933 - Municipio de Macomb, 23 de noviembre de 2006) fue un profesor universitario e influyente archivero, escritor y fanzinero estadounidense conocido como el «Padre del Fandom de las Historietas». Fue el gestor del Academy of Comic-Book Fans and Collectors (ACBFC) en 1962.
A partir de 1961, publicó el fanzine Alter Ego y On the Drawing Board (más tarde, Comic Reader), mientras que entre sus libros están los influyentes Collector's Guide: The First Heroic Age, Who's Who in American Comic Books, Fifty Who Made DC Great, Golden Age of Comic Fandom and Alter Ego: The Best of the Legendary Fanzine.